# Харрисон, Кайла
Ка́йла Ха́ррисон (англ. Kayla Harrison; род. 2 июля 1990, Мидлтаун, Огайо, США) — американская дзюдоистка, двукратная олимпийская чемпионка (2012, 2016), чемпионка мира 2010 года, победительница Панамериканских игр и Панамериканского чемпионата. Первая и единственная представительница США (как среди женщин, так и мужчин), выигравшая олимпийское золото в дзюдо. Действующая чемпионка UFC в легчайшем весе. Занимает 3 строчку официального рейтинга UFC среди лучших бойцов независимо от женской весовой категории (англ. pound-for-pound).

## Биография
Родилась в Мидлтауне, штат Огайо 2 июля 1990 года. В возрасте шести лет она начала заниматься дзюдо — в спорт её привела мать, обладающая чёрным поясом по дзюдо. Первым её тренером был Дэниел Дойл; к 15 годам она уже дважды побеждала в национальных чемпионатах. Вскоре после достижения ею 15 лет вскрылось, что Дойл, воспользовавшись своим положением, вступил с Кайлой в половую связь. Та поначалу скрывала это от окружающих, но затем рассказала всё своему другу, также занимавшемуся дзюдо, Арону Хэнди. Он передал это матери Кайлы, та, в свою очередь, немедленно известила полицию. Дойл признал на суде свою вину и получил 10 лет тюремного заключения. Через месяц после того, как матери Кайлы стало известно о случившемся с дочерью, она увезла её из города, где они проживали, и Кайла стала тренироваться у чемпиона мира и бронзового призёра Олимпийских игр Джеймса Педро и его отца в Бостоне. В 2006 году она завоевала золотую медаль на Панамериканском чемпионате среди юниоров.
В 2008 году Кайла Харрисон перешла из весовой категории до 63 кг в категорию до 78 кг. Она отбиралась к участию в Олимпийских играх 2008, но тогда ей не удалось пройти отборочные соревнования. Однако в том же году она стала победительницей Чемпионата мира по дзюдо среди юниоров. В 2009 году Кайла на аналогичном соревновании завоевала «серебро», став, таким образом, второй в истории американской спортсменкой, пробившейся дважды в финал Чемпионата мира среди юниоров по дзюдо.
На чемпионате мира 2010 года Харрисон стала победительницей в категории до 78 кг. До этого последний раз представитель США побеждал на чемпионатах мира по дзюдо в 1999 году, это был её тренер Джимми Педро (Бирмингем, 1999). В этом же году она стала бронзовым призёром Панамериканского чемпионата. Год спустя, в 2011, она, наоборот, завоевала бронзовую медаль на чемпионате мира, но золотую на панамериканском соревновании. Также в 2010 году она стала победительницей различных Кубков мира по дзюдо — в Бирмингеме, Сан-Паулу, победительницей Открытого чемпионата США и т. д.

### Летние Олимпийские игры в Лондоне
На летней Олимпиаде-2012 Харрисон завоевала «золото» в категории до 78 кг, победив в финале представительницу Великобритании Джемму Гиббонс. Она стала первым представителем США, ставшим чемпионом Олимпийских игр в дзюдо (при этом Гиббонс претендовала на то, чтобы стать первой британкой, выигравшей олимпийское золото в дзюдо).

### После Олимпиады
В 2013 году достижения Кайлы выглядели так: «бронза» на Панамериканском чемпионате, «серебро» на Кубке Уругвая, «золото» на кубке Аргентины и Чемпионате США в номинации «сеньоры».
В 2014 году ею были завоёваны одна бронзовая медаль — на чемпионате мира, две серебряные — на Кубке мира в Сальвадоре и на Большом Шлеме в России и две золотые — на Гран-при Кубы и Кубке мира в Майами.

### Олимпиада в Рио
На Олимпиаде в Рио-де-Жанейро стала двукратной олимпийской чемпионкой, вновь завоевав золотую медаль в категории до 78 кг.

## Личная жизнь
Помолвлена с дзюдоистом Ароном Хэнди. Проживает в городе Уэйкфилд, штат Массачусетс.

## Статистика в смешанных единоборствах
| Боёв 20  | Побед 19 | Поражений 1 |
| -------- | -------- | ----------- |
| Нокаутом | 6        | 0           |
| Сдачей   | 8        | 0           |
| Решением | 5        | 1           |

| Результат | Рекорд | Соперник          | Способ                                  | Турнир               | Дата            | Раунд | Время | Место                             | Примечание                                                              |
| --------- | ------ | ----------------- | --------------------------------------- | -------------------- | --------------- | ----- | ----- | --------------------------------- | ----------------------------------------------------------------------- |
| Победа    | 19-1   | Джулианна Пенья   | Сдача (Кимура)                          | UFC 316              | 7 июня 2025     | 2     | 4:55  | Ньюарк, Нью-Джерси, США           | Завоевала титул чемпиона UFC в легчайшем весе; «Выступление вечера» (1) |
| Победа    | 18-1   | Кейтлин Виейра    | Единогласное решение                    | UFC 307              | 5 октября 2024  | 3     | 5:00  | Солт-Лейк-Сити, Юта, США          |                                                                         |
| Победа    | 17-1   | Холли Холм        | Удушающий приём (сзади)                 | UFC 300              | 13 апреля 2024  | 2     | 1:47  | Лас-Вегас, Невада, США            | Дебют в легчайшем весе UFC                                              |
| Победа    | 16-1   | Аспен Лэдд        | Единогласное решение                    | PFL 10 (2023 season) | 24 ноября 2023  | 3     | 5:00  | Вашингтон, США                    | Бой в промежуточном весе                                                |
| Поражение | 15-1   | Ларисса Пачеко    | Единогласное решение                    | PFL 10 (сезон 2022)  | 25 ноября 2022  | 5     | 5:00  | Нью-Йорк, Нью-Йорк, США           | Проиграла финал женского турнира PFL в легком весе сезона 2022 года     |
| Победа    | 15-0   | Мартина Жиндрова  | Болевой (удушение ручным треугольником) | PFL 9 (сезон 2022)   | 20 августа 2022 | 1     | 3:17  | Лондон, Англия, Великобритания    |                                                                         |
| Победа    | 14-0   | Кэйтлин Янг       | Технический нокаут (удары)              | PFL 6 (сезон 2022)   | 1 июля 2022     | 1     | 2:35  | Атланта, Джорджия, США            |                                                                         |
| Победа    | 13-0   | Марина Мохнаткина | Единогласное решение                    | PFL 3 (сезон 2022)   | 6 мая 2022      | 3     | 5:00  | Арлингтон, Техас, США             |                                                                         |
| Победа    | 12-0   | Тэйлор Гуардадо   | Болевой (рычаг локтя)                   | PFL 10 (сезон 2021)  | 27 октября 2021 | 2     | 4:00  | Холливуд, Флорида, США            | Победитель женского турнира PFL в легком весе в сезоне 2021 года        |
| Победа    | 11-0   | Джена Фабиан      | Технический нокаут (удары)              | PFL 8 (сезон 2021)   | 19 августа 2021 | 1     | 4:01  | Холливуд, Флорида, США            |                                                                         |
| Победа    | 10-0   | Синди Дэндойс     | Болевой (рычаг локтя)                   | PFL 6 (сезон 2021)   | 25 июня 2021    | 1     | 4:44  | Атлантик-Сити, Нью-Джерси, США    |                                                                         |
| Победа    | 9-0    | Мариана Мораис    | Технический нокаут (удары)              | PFL 3 (сезон 2021)   | 6 мая 2021      | 1     | 1:23  | Атлантик-Сити, Нью-Джерси, США    | Вернулась в легкий вес                                                  |
| Победа    | 8-0    | Кортни Кинг       | Технический нокаут (удары)              | Invicta FC 43        | 20 ноября 2020  | 2     | 4:48  | Канзас-Сити (Канзас), Канзас, США | Дебют в полулёгком весе                                                 |
| Победа    | 7-0    | Ларисса Пачеко    | Единогласное решение                    | PFL 10 (сезон 2019)  | 31 декабря 2019 | 5     | 5:00  | Нью-Йорк, Нью-Йорк, США           | Победитель женского турнира PFL в легком весе в сезоне 2019 года        |
| Победа    | 6-0    | Бобби Джо Дэлзиел | Болевой (рычаг локтя)                   | PFL 7 (сезон 2019)   | 11 октября 2019 | 1     | 3:32  | Лас-Вегас, Невада, США            |                                                                         |
| Победа    | 5-0    | Морган Фриер      | Болевой (замок на руку)                 | PFL 4 (сезон 2019)   | 11 июля 2019    | 1     | 3:35  | Атлантик-Сити, Нью-Джерси, США    |                                                                         |
| Победа    | 4-0    | Ларисса Пачеко    | Единогласное решение                    | PFL 1 (сезон 2019)   | 9 мая 2019      | 3     | 5:00  | Юниондейл, Нью-Йорк, США          |                                                                         |
| Победа    | 3-0    | Мориел Чарнецки   | Технический нокаут (удары)              | PFL 11 (сезон 2018)  | 31 декабря 2018 | 1     | 3:39  | Нью-Йорк, Нью-Йорк, США           |                                                                         |
| Победа    | 2-0    | Жозетт Коттон     | Технический нокаут (удары)              | PFL 6 (сезон 2018)   | 16 августа 2018 | 3     | 1:24  | Атлантик-Сити, Нью-Джерси, США    |                                                                         |
| Победа    | 1-0    | Бриттни Элкин     | Болевой (рычаг локтя)                   | PFL 2 (сезон 2018)   | 21 июня 2018    | 1     | 3:18  | Чикаго, Иллинойс, США             | Дебют в лёгком весе                                                     |